# Uradżajnaja (obwód brzeski)
Uradżajnaja (biał. Ураджайная, ros. Урожайная, hist. Waszkowce) – wieś na Białorusi, w rejonie lachowickim obwodu brzeskiego, około 6 km na północ od Lachowicz.
W połowie XIX wieku były tu dwa folwarki: starszy zwany Waszkowcami Starymi albo Starym Dworem i młodszy, około 3 km na wschód, zbudowany na początku drugiej połowy XIX wieku w szczerym polu, zwany początkowo Waszkowce Nowe, ale już w latach 60. XIX wieku – Floryanów, później Florianów. W XX wieku władza radziecka zmieniła nazwę Waszkowców na Uradżajnaja, na miejscu Florianowa rozwinęła się wieś Florianów (biał. Флер'янова).

## Historia
Najstarsza znana dziś wzmianka o Waszkowcach jako o majątku szlacheckim pochodzi z 1586 roku. W 1838 roku od dotychczasowej właścicielki, Czarnowskiej z Protasewiczów odkupił ten majątek Florian Bochwic (1799–1856) herbu Radwan, znany pisarz filozoficzno-moralny. Jego żoną była Paulina Majewska, siostra cioteczna Adama Mickiewicza. Swój majątek Florian Bochwic podzielił w ten sposób, że:
- Waszkowce Stare, wraz ze starym dworem i 167 dziesięcinami ziemi, otrzymał syn Roman (1845–1894)
- drugą część, z siedzibą w Bielczycach, otrzymał syn Lucjusz (1835–1864) – ten majątek został skonfiskowany przez władze carskie w ramach represji za udział Lucjusza w powstaniu styczniowym
- wschodnią część majątku, nazwaną Waszkowcami Nowymi, bez siedziby, otrzymał syn Jan Otto Bochwic (1835–1915), który wybudował tu dwa pałace i nazwał je:
  - Florianów na cześć ojca[3][4]
  - Paulinów (Paulinowo) na cześć swej matki, Pauliny z Majewskich.

Jan Otto był również naczelnikiem okręgowym w powstaniu styczniowym, więźniem twierdzy w Dyneburgu, skazanym na śmierć i później ułaskawionym.
W okresie międzywojennym wieś Waszkowce Stare nazywana była po prostu Waszkowcami. Ostatnim jej właścicielem był syn Romana, Witold (1891–1951). 
Po III rozbiorze Polski w 1795 roku Waszkowce wcześniej należące do województwa nowogródzkiego Rzeczypospolitej (a między II i III rozbiorem – do namiestnictwa mińskiego), znalazły się na terenie powiatu słuckiego (ujezdu) kolejno guberni: słonimskiej, litewskiej, grodzieńskiej i mińskiej Imperium Rosyjskiego. Po ustabilizowaniu się granicy polsko-radzieckiej w 1921 roku Waszkowce wróciły do Polski, znalazły się w gminie Darewo w powiecie baranowickim województwa nowogródzkiego, od 1945 roku – w ZSRR, od 1991 roku – na terenie Republiki Białorusi.
W 2009 roku w Uradżajnej mieszkały 313 osoby.
We wsi i okolicy znajduje się wiele pozostałości po umocnieniach obronnych z czasów II wojny światowej.

## Dawny dwór Waszkowce
Bochwicowie po nabyciu Waszkowców zamieszkali we dworze zbudowanym przez poprzednich właścicieli ponoć jeszcze w XVII wieku. Był to dom wzniesiony z drzewa modrzewiowego, na planie prostokąta o wymiarach 28 m x 16 m. Przy budowie budynku stosowano jedynie drewniane gwoździe. Od frontu domu był czterokolumnowy ganek z trójkątnym szczytem. Podobny, mniejszy ganek od strony ogrodowej miał dwie kolumienki. Dom był przykryty wysokim, gładkim czterospadowym dachem gontowym. We wnętrzu było 12 pokoi w układzie dwutraktowym.
W okalającym dwór parku krajobrazowym znajdowało się duże rozarium z wielką liczbą gatunków róż. Na frontowym gazonie był klomb kwiatowy. W 2001 roku pozostałości po parku zostały uporządkowane przez uczniów miejscowych szkół. 
Dwór przetrwał wszystkie zawieruchy wojenne, został przebudowany w latach 60. XX wieku na ambulatorium. Został ostatecznie rozebrany na opał w 2010 roku. XIX-wieczny młyn parowy w folwarku spłonął w pożarze w 2013 roku.
Majątek w Waszkowcach jest opisany w 2. tomie Dziejów rezydencji na dawnych kresach Rzeczypospolitej Romana Aftanazego.